# マルジン
マルジン・ウィスト（ウェールズ語: Myrddin Wyllt, ウェールズ語: [ˈmərðɪn ˈwɨɬt], 英語風にミルディンとカナ表記されることもある）は、中世ウェールズの伝説に登場する予言者とも狂人ともいわれる人物。ラテン語名はメルリーヌス（ラテン語: Merlinus）。時期的に、マルジンはアーサー王より後の時代に活躍した人物だが、後世において、アーサー王物語に登場するマーリンのモデルとして重要な人物とされる。
マルジンは6世紀のブリテンに存在したらしい。おそらく西暦540年ころに生まれ、双子の姉妹グウェンジーズ（ラテン語名はガニエーダ）がいたと言われている。573年のアルヴデリーズの虐殺を経験したマルジンは発狂し、森を住みかとして動物たちと暮らすようになった。彼はそこで予言の力を得たと言われている。
また、マルジンは自分の死を予言していたと言う。その死に方とは、「墜落死する」、「貫かれて死ぬ」、「溺れ死ぬ」というものであった。この奇怪な予言は、最終的に成就することになる。羊飼い達が崖でマルジンを駆り立てたところ、マルジンは転落し、漁師が放置していた杭に体を貫かれ、そして頭が水中にある状態で命を落としたのである。この予言は、いくつかのバリエーションが見られ、他の魔法使いにも同種のエピソードが残っている。マルジンの墓はツイード川の周囲にあると考えられているが、その辺では何も見つかっていない。

## ウェールズ文学
12世紀以前、初期のウェールズの詩では、マルジンはカレドニアの森で暮らす狂人であるとする伝説が多い。ここで、マルジンは、自身がバード（ケルトの吟遊詩人）として仕えた、グウェンゾライ・アプ・ケイディオの死などの災害について、思索にふけった。これらの詩はアルヴデリーズの戦いの悲惨さについて記述しているが、これによればマーリンの主君のグウェンゾライは虐殺され、マルジンはこの敗北を見て精神に異常をきたしたと言う。なお、『カンブリア年代記』によれば、アルヴデリーズの戦いは573年であるとされており、グウェンゾレイの助言者の名前はエリヴェル（Eliffer）の息子、とされているのでペレディル（en:Peredur）あたりではないかと考えられている。
この伝説は、「Lailoken and kentigem」と呼ばれており、15世紀後半の写本にも残されている。この伝説で、聖ムンゴ（en:Saint Mungo、聖ケンティゲルン Saint Kentigern とも）は荒野でライロケンと呼ばれる狂人と出会う。この狂人はメルリュヌム（Merlynum）あるいはマーリン（Merlin）などとも呼ばれており、宗教における罪によって獣の社会を放浪させられているというのである。さらに、狂人は王の抗争によって死んだ多くの全ての者の死を引き起こしたことも告げる。聖ムンゴにこれらを語り終えると、狂人は荒野に姿を消すのだった。さらに、狂人は聖ケンティゲルンに秘蹟を求めるまで幾度か登場し、自身が3つの方法で死ぬことを予言する。ややためらったあと、聖ケンティゲルンは狂人の頼みを聞き入れる。やがて、狂人は羊飼いたちの王に捕らえられ、「棍棒で殴られ」、「ツイード川に投げ込まれ」、川では「杭に体を貫かれる」ということによって予言は成就されたのである。

## モンマスの著作
近代において描かれるマーリン像は、ジェフリー・オブ・モンマスにより始まった。モンマスの『マーリンの予言』（Prophetiae Merlini）はウェールズの人物であるマルジンの予言を集めたものであるが、著作中ではこの予言者の名前はマーリンとされている。モンマスは『マーリンの予言』を『ブリタニア列王史』に反映させている。だが、『ブリタニア列王史』では、若干設定が異なっており、マーリンはマルジンが生きていたころより時期的に数十年ほど前、ブリテンの王がアウレリウス・アンブロシウスやアーサー王だったころの人間としている。また、モンマスはアンブロシウスに起源をもつ逸話と、モンマス自身が創作したと思われるエピソードを追加している。
後々、モンマスはさらに『マーリンの生涯』を作成した。この書物はマルジンについて初期のウェールズの伝承とアルスレッドの戦いを題材にしており、これら事件はマーリンがアーサー王と関わりを持った以後の出来事だと説明している。しかしながら、『マーリンの生涯』は『ブリタニア列王史』におけるマーリン像を覆すほど知名度を得ることはなく、『ブリタニア列王史』のマーリン像が後世に大きな影響を与えることになった。